# 八木にんにく
八木にんにくとは、秋田県横手市増田町八木地区で栽培されるにんにくの品種である。品種名は八木。
成瀬川流域の肥沃な砂質土が栽培に適しており、江戸時代から代々受け継がれてきた伝統野菜である。一般のにんにく品種と比較すると、外皮が赤みがかっており、大玉で甘味が強い。また、にんにく栽培中の弊害となる「トウ立ち」現象が発生しない。成長したにんにくは主に薬味や調味料の素材として使用され、「青にんにく」と呼ばれる若芽は生食に利用することが可能である。
八木地区の約8割の家庭で自家消費用に栽培されているが、一般に販売している農家は稀である。地元の朝市やスーパーで購入できる場合もある。